# Nikolaj Gusarov
Nikolaj Gusarov (Sebastopoli, 20 novembre 1940 – 17 aprile 2022) è stato un regista sovietico.

## Filmografia parziale

### Regista
- Semёn Dežnёv (1983)
- Komanda '33' (1987)
- Dikoe pole (1991)